# Gamblesby
Gamblesby är en ort i civil parish Glassonby, i grevskapet Cumbria i England. Orten är belägen 14 km från Penrith. Parish hade 197 invånare år 1931. Gamblesby var en civil parish 1866–1934 när det uppgick i Glassonby.